# قزل‌رباط
قزل‌رباط (به ترکمنی: Gyzylarbat، قیٛزیٛل‌آرباط) یکی از شهرهای استان بلخان کشور ترکمنستان است. نام قدیم شهر فَراوه بود. نام قزل‌رباط به معنی «کاروانسرای سرخ» است که به رباط فَراوه اشاره دارد.
نام شهر قزل‌رباط در سال ۱۹۹۹ میلادی به سردار (به ترکمنی: Serdar، سردار) تغییر کرد. مجلس ترکمنستان در ۹ نوامبر ۲۰۲۲، نام شهر را به نام سابق خود، قزل‌رباط، برگرداند. همین‌طور تا پیش از این تاریخ، شهر قزل‌رباط (سردار)، مستقل از شهرستان قزل‌رباط و مستقیماً تابع ولایت بلخان بود. در ۹ نوامبر ۲۰۲۲، علاوه بر تغییر رسمی نام شهر، این شهر رسماً به تابعیت شهرستان قزل‌رباط نیز درآمد.
منطقه قدیمی ایرانی فراوه در پیرامون شهر سردار است. این منطقه زیستگاه قوم ایرانی داها بود. پیش از مهاجرت ترکمن‌ها به این مناطق، جمعیت فراوه ایرانی بودند. هنگامی که اوغوزها در نبردی از سلطان محمود غزنوی شکست خوردند، به فرماندهی طغرل و چغری به سلطان تسلیم شدند و از او خواستند که اجازه دهد از آب‌های آمودریا عبور کرده و در جایی بین نسا و ابیورد مستقر شوند. سلطان محمود به درخواست آنان اجابت کرد و چراگاه‌های نزدیک سرخس، ابیورد و فراوه را به آنان اختصاص داد.